# 杰夫·贾金斯
杰弗里·里德·贾金斯（英語：Jeffrey Reed Judkins，1956年3月23日—），美国NBA联盟前职业篮球运动员。他在1978年的NBA选秀中第2轮第30顺位被波士顿凯尔特人选中。